# Dournazac
Dournazac – miejscowość i gmina we Francji, w regionie Nowa Akwitania, w departamencie Haute-Vienne.
Według danych na rok 1990 gminę zamieszkiwało 810 osób, a gęstość zaludnienia wynosiła 23 osoby/km² (wśród 747 gmin Limousin Dournazac plasuje się na 161. miejscu pod względem liczby ludności, natomiast pod względem powierzchni na miejscu 121.).

## Galeria

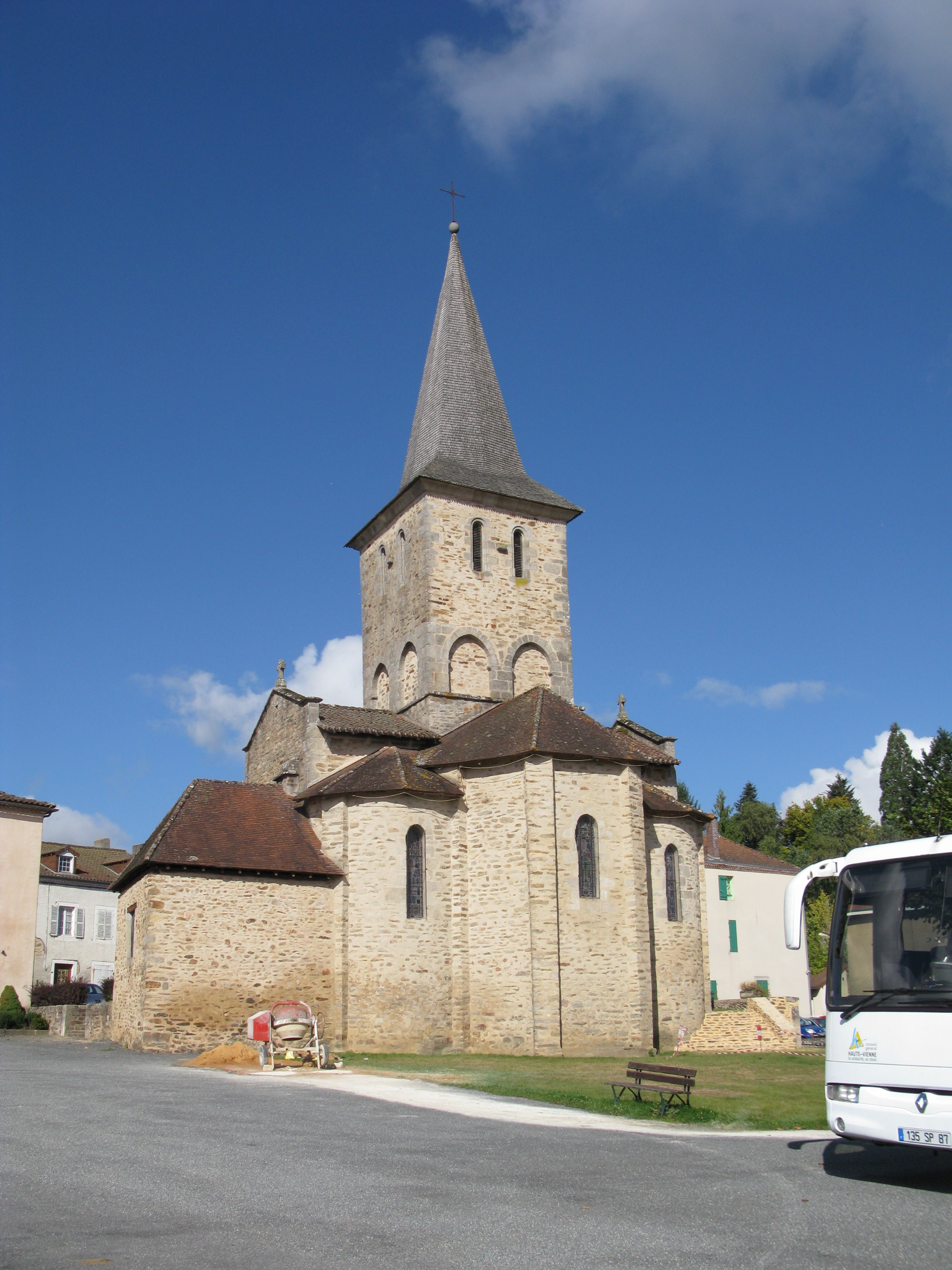
Kościół w Dournazac (2010)
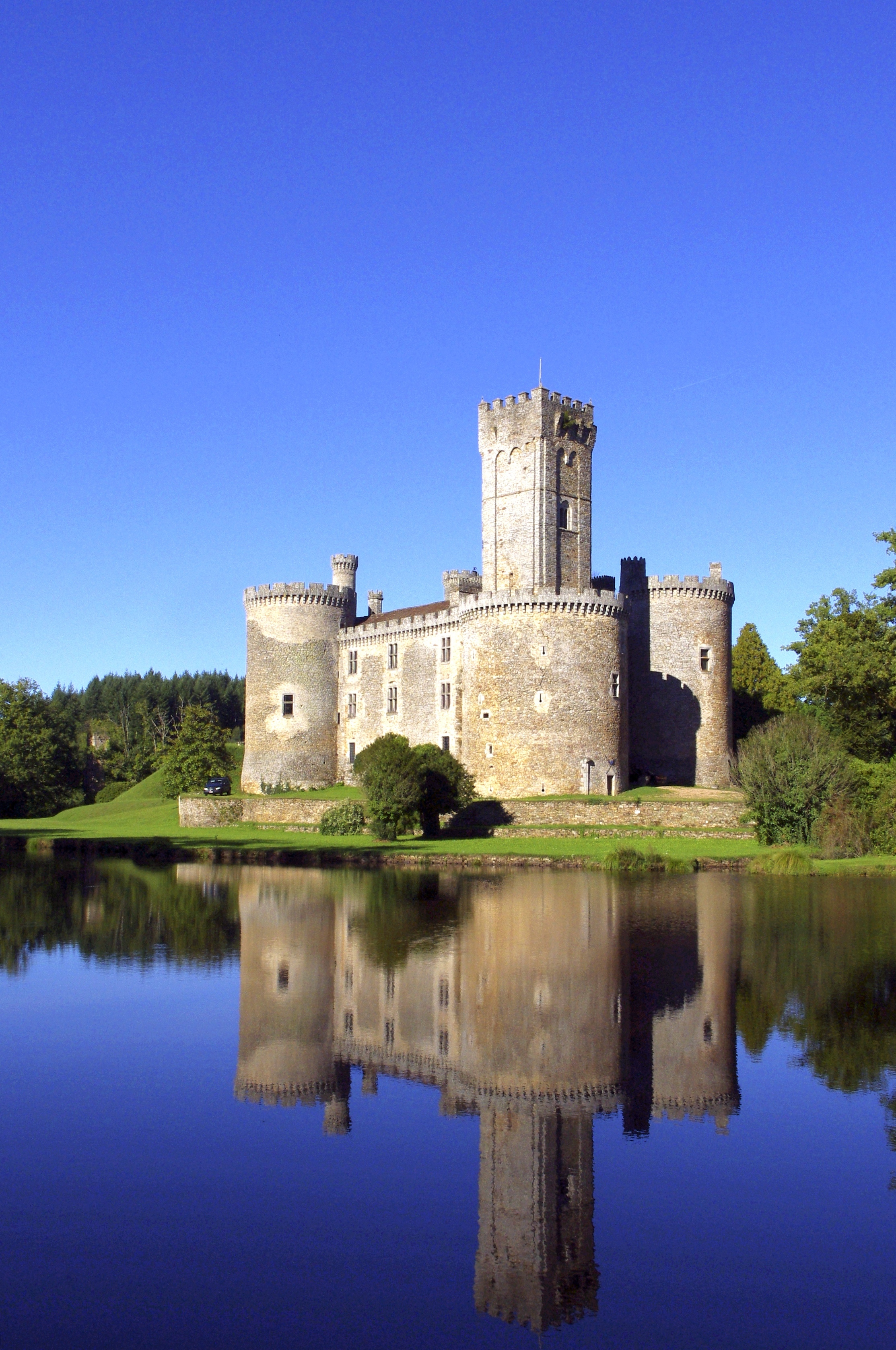
Zamek Montbrun w gminie Dournazac (2011)

## Populacja

Populacja Dournazac w latach 1962–2008